# La tierra prometida
La tierra prometida és una pel·lícula xilena de 1972, amb guió i direcció de Miguel Littín. Va ser estrenada en 1991 a causa del Cop militar de 1973 que va impedir acabar la seva producció a Xile, sent acabada per Littín a Cuba amb la col·laboració del Institut Cubà de l'Art i la Indústria Cinematogràfics. Va participar al 8è Festival Internacional de Cinema de Moscou.
Destaca l'actuació de Nelson Villagra i Marcelo Gaete com a actors protagonistes. En la música hi participen Inti Illimani i Ángel Parra, la direcció de la qual va estar a càrrec de Luis Advis.

## Argument
Cap a fins de 1920 són milers els pagesos afectats per la crisi econòmica que travessa Xile, als quals se li sumen els obrers del salnitre desplaçats de les oficines del nord que producte de la Crisi de 1929, havien tancat. Aquests desposseïts vaguen pels camps del sud de Xile en cerca per un lloc on assentar-se. El traje cruzado (Marcelo Gaete) és un desplaçat del nord (qui sempre conta que va caminar al costat de Luis Emilio Recabarren), qui comença a parlar amb José Durán (Nelson Villagra) sobre la revolució, l'organització i el dret dels pagesos d'ocupar terres fiscals per a treballar-les. Així, centenars de pagesos van a la recerca d'unes terres per a començar una nova vida.
Finalment arriben a la zona de Palmilla. Aquí sota la direcció de José Durán funden un poble en el qual els pagesos repartiran les collites i els guanys del seu treball.
En l'intertant ha caigut la dictadura de Carlos Ibáñez del Campo (1931) i la terra comença a donar els seus fruits. El nou president de Xile és Juan Esteban Montero, qui arriba al poder a restablir la normalitat institucional després de 4 anys de dictadura. El 4 de juny de 1932, el Comandant en Cap de la Força Aèria, Marmaduque Grove, al costat de Eugenio Matte Hurtado, Arturo Puga, Carlos Dávila i altres conspiradors, es van alçar contra el govern de Montero i van instaurar la República Socialista de Xile. Aquesta notícia va arribar als pagesos de Palmilla que veien com els seus anhels revolucionaris es complien. Després de 2 dies de celebració, José Durán planteja que ells han de garantir que la revolució socialista arribi a tots els pagesos i explotats, i que no estaran segurs mentre els patrons continuïn tenint el poder, per la qual cosa s'armen i marxen a El Huique a ocupar l'alcaldia i sumar als pobres i explotats de la província. En el viatge van trigar diversos dies, a causa d'una nevada que els impedeix el pas. A la seva arribada al Huique són acompanyats per centenars de pagesos que se'ls han sumat en el camí, la qual cosa els facilita ocupar l'alcaldia del poble. Els dies passen i comencen a lliurar la terra entre els pagesos i a ensenyar-los el missatge d'igualtat del socialisme i de com ells han tingut èxit en Palmilla a causa del treball col·lectiu de la terra.
No obstant això la situació nacional ha canviat fa temps, la República Socialista havia durat només 12 dies, sent destituïts per Carlos Dávila, qui va mantenir el nom de socialista, per a no perdre el suport del poble, mentre els germans Grove i Eugenio Matte es troben relegats en Illa de Pasqua. La pressió popular farà fracassar al govern personalista de Dávila, qui lliura el poder i en les eleccions convocades surt electe Arturo Alessandri Palma.
Els poderosos del Huique han demanat la intervenció del govern, els que han enviat al cos de Carabiners a desallotjar als pagesos de l'alcaldia, els qui es neguen a lliurar-se pacifícamente sortint enmig dels trets dels uniformats, caient mort Juan de Dios, un dels líders de Palmilla.
En arribar a Palmilla, són notificats que han d'abandonar les terres ja que pertanyen a l'hisendat del Huique, instigats per José Durán i Mercedes (Shenda Román) es resisteixen deslligant-se un nou enfrontament, on un a un els pagesos van caient, finalment José és executat enmig de les ruïnes de Palmilla.
La pel·lícula és narrada per un testimoni dels esdeveniments amb més de 40 anys de distància amb els fets, per la qual cosa Littín utilitza al relator per a mostrar alguns elements inconnexos com el relat que fa de l'arribada de l'avió vermell (setembre de 1930) a Palmilla per a anunciar la instauració de la República Socialista (juny de 1931), així com per a incloure la religiositat popular quan assenyala que la verge aquesta amb ells en el seu desig d'una terra per a treballar-la i després quan aquesta li assenyala a José Durán que ajudarà al fet que es compleixi la voluntat dels pagesos en llevar la neu perquè puguin continuar al Huique. Mentre que el narrador assenyala que quan ells són desallotjats de l'alcaldia, la cara de la verge ja no és la mateixa "és com si fos una altra", assenyala, en clara al·lusió al fet que ella els ha abandonat i fa costat als poderosos i enemics dels pagesos, ja que en les altres escenes, quan els pagesos són massacrats ella sempre està amb l'hisendat. En l'escena final, una verge seminua i ensangonada acompanya a José Durán en els seus últims segons de vida.

## Repartiment
- Nelson Villagra - com José Durán
- Marcelo Gaete - com el traje cruzado
- Rafael Benavente - com hisendat Fernando Errázuriz Zañartú
- Shenda Román - com Mercedes
- Pedro Manuel Álvarez
- Carmen Bueno
- Mireya Kulczewsky - com Virgen del Carmen
- Aníbal Reyna - com Juan de Dios
- Marcial Sepulveda
- Gerardo Werner
- María Castiglioni
- Gabriel Peña
- Sergio Hernández - com pilot de l’avió vermell
- Paz Irarrázabal
- Roberto Parada - com sacerdot i home a l’escala
- Sara Astica
- Rubén Sotoconil
- Hugo Medina - com Camperol

## Banda sonora
La música està dirigida pel compositor xilè Luis Advis, i entre els intèrprets destaquen la banda Inti Illimani i el cantautor Ángel Parra, participant a més Vida Antezana, Quintet Hindemith, el Cor Joventuts Revolucionàries i Violeta Ludwig (autora juntament amb Huamarí d'Oratorio de los trabajadores, àlbum llançat el mateix any).